# Blindenmarkt
Blindenmarkt település Ausztriában, Alsó-Ausztria tartományban, a Melki járásban. Tengerszint feletti magassága 246 méter, területe 17,05 km².

## Elhelyezkedése
Blindenmarkt Neustadtl an der Donau, Sankt Martin-Karlsbach, Neumarkt an der Ybbs, Steinakirchen am Forst, Ferschnitz és Sankt Georgen am Ybbsfelde településekkel határos.

## Népesség
| 2016 | 2 630 |
| 2018 | 2 712 |